# NBA Draft 2019
De NBA Draft 2019 werd gehouden op 20 juni 2019 in het Barclays Center in Brooklyn. Het evenement werd uitgezonden door ESPN en er werden in 2 rondes 60 spelers gekozen door de clubs uit de NBA. Dit jaar werd voor het eerst gebruik gemaakt van een vernieuwd loterij systeem waarbij de drie slechtste teams van het vorige seizoen elk 14% kans maakte om als eerste te mogen kiezen. De eerste speler die gekozen werd was Zion Williamson door de New Orleans Pelicans.

## Draft
| Ronde | Pick | Speler                   | Positie | Nationaliteit               | Team                   | School / Club              |
| ----- | ---- | ------------------------ | ------- | --------------------------- | ---------------------- | -------------------------- |
| 1     | 1    | Zion Williamson          | PF      | Verenigde Staten            | New Orleans Pelicans   | Duke Blue Devils           |
| 1     | 2    | Ja Morant                | PG      | Verenigde Staten            | Memphis Grizzlies      | Murray State Racers        |
| 1     | 3    | RJ Barrett               | SG/SF   | Canada                      | New York Knicks        | Duke Blue Devils           |
| 1     | 4    | De'Andre Hunter          | SF      | Verenigde Staten            | Los Angeles Lakers     | Virginia Cavaliers         |
| 1     | 5    | Darius Garland           | PG      | Verenigde Staten            | Cleveland Cavaliers    | Vanderbilt Commodores      |
| 1     | 6    | Jarrett Culver           | SG      | Verenigde Staten            | Phoenix Suns           | Texas Tech Red Raiders     |
| 1     | 7    | Coby White               | PG      | Verenigde Staten            | Chicago Bulls          | North Carolina Tar Heels   |
| 1     | 8    | Jaxson Hayes             | C       | Verenigde Staten            | Atlanta Hawks          | Texas Longhorns            |
| 1     | 9    | Rui Hachimura            | PF      | Japan                       | Washington Wizards     | Gonzaga Bulldogs           |
| 1     | 10   | Cam Reddish              | SF      | Verenigde Staten            | Atlanta Hawks          | Duke Blue Devils           |
| 1     | 11   | Cameron Johnson          | SF      | Verenigde Staten            | Minnesota Timberwolves | North Carolina Tar Heels   |
| 1     | 12   | P. J. Washington         | PF      | Verenigde Staten            | Charlotte Hornets      | Kentucky Wildcats          |
| 1     | 13   | Tyler Herro              | SG      | Verenigde Staten            | Miami Heat             | Kentucky Wildcats          |
| 1     | 14   | Romeo Langford           | SG      | Verenigde Staten            | Boston Celtics         | Indiana Hoosiers           |
| 1     | 15   | Sekou Doumbouya          | SF      | Frankrijk                   | Detroit Pistons        | Limoges CSP                |
| 1     | 16   | Chuma Okeke              | PF      | Verenigde Staten            | Orlando Magic          | Auburn Tigers              |
| 1     | 17   | Nickeil Alexander-Walker | SG      | Canada                      | Brooklyn Nets          | Virginia Tech Hokies       |
| 1     | 18   | Goga Bitadze             | C       | Georgië                     | Indiana Pacers         | Mega Bemax                 |
| 1     | 19   | Luka Šamanić             | PF      | Kroatië                     | San Antonio Spurs      | Olimpija Ljubljana         |
| 1     | 20   | Matisse Thybulle         | SF      | Verenigde Staten Australië  | Boston Celtics         | Washington Huskies         |
| 1     | 21   | Brandon Clarke           | PF      | Canada Verenigde Staten     | Oklahoma City Thunder  | Gonzaga Bulldogs           |
| 1     | 22   | Grant Williams           | PF      | Verenigde Staten            | Boston Celtics         | Tennessee Volunteers       |
| 1     | 23   | Darius Bazley            | SF      | Verenigde Staten            | Utah Jazz              | Princeton HS               |
| 1     | 24   | Ty Jerome                | PG      | Verenigde Staten            | Philadelphia 76ers     | Virginia Cavaliers         |
| 1     | 25   | Nassir Little            | SF      | Verenigde Staten            | Portland Trail Blazers | North Carolina Tar Heels   |
| 1     | 26   | Dylan Windler            | SF      | Verenigde Staten            | Cleveland Cavaliers    | Belmont Bruins             |
| 1     | 27   | Mfiondu Kabengele        | C       | Canada                      | Brooklyn Nets          | Florida State Seminoles    |
| 1     | 28   | Jordan Poole             | SG      | Verenigde Staten            | Golden State Warriors  | Michigan Wolverines        |
| 1     | 29   | Keldon Johnson           | SF      | Verenigde Staten            | San Antonio Spurs      | Kentucky Wildcats          |
| 1     | 30   | Kevin Porter Jr.         | SG      | Verenigde Staten            | Milwaukee Bucks        | USC Trojans                |
| 2     | 31   | Nicolas Claxton          | PF      | Amerikaanse Maagdeneilanden | Brooklyn Nets          | Georgia Bulldogs           |
| 2     | 32   | KZ Okpala                | SF      | Verenigde Staten            | Phoenix Suns           | Stanford Cardinal          |
| 2     | 33   | Carsen Edwards           | PG      | Verenigde Staten            | Philadelphia 76ers     | Purdue Boilermakers        |
| 2     | 34   | Bruno Fernando           | C       | Angola                      | Philadelphia 76ers     | Maryland Terrapins         |
| 2     | 35   | Marcos Louzada Silva     | SF      | Brazilië                    | Atlanta Hawks          | Franca Basquetebol Clube   |
| 2     | 36   | Cody Martin              | SF      | Verenigde Staten            | Charlotte Hornets      | Nevada Wolf Pack           |
| 2     | 37   | Deividas Sirvydis        | SF      | Litouwen                    | Dallas Mavericks       | Rytas Vilnius              |
| 2     | 38   | Daniel Gafford           | C       | Verenigde Staten            | Chicago Bulls          | Arkansas Razorbacks        |
| 2     | 39   | Alen Smailagić           | C       | Servië                      | New Orleans Pelicans   | Santa Cruz Warriors        |
| 2     | 40   | Justin James             | SG      | Verenigde Staten            | Sacramento Kings       | Wyoming Cowboys            |
| 2     | 41   | Eric Paschall            | PF      | Verenigde Staten            | Golden State Warriors  | Villanova Wildcats         |
| 2     | 42   | Admiral Schofield        | SF      | Verenigde Staten            | Philadelphia 76ers     | Tennessee Volunteers       |
| 2     | 43   | Jaylen Nowell            | SG      | Verenigde Staten            | Minnesota Timberwolves | Washington Huskies         |
| 2     | 44   | Bol Bol                  | C       | Verenigde Staten Soedan     | Miami Heat             | Oregon Ducks               |
| 2     | 45   | Isaiah Roby              | SF      | Verenigde Staten            | Detroit Pistons        | Nebraska Cornhuskers       |
| 2     | 46   | Talen Horton-Tucker      | SG      | Verenigde Staten            | Orlando Magic          | Iowa State Cyclones        |
| 2     | 47   | Ignas Brazdeikis         | SF      | Canada                      | Sacramento Kings       | Michigan Wolverines        |
| 2     | 48   | Terance Mann             | SF      | Verenigde Staten            | Los Angeles Clippers   | Florida State Seminoles    |
| 2     | 49   | Quinndary Weatherspoon   | SG      | Verenigde Staten            | San Antonio Spurs      | Mississippi State Bulldogs |
| 2     | 50   | Jarrell Brantley         | PF      | Verenigde Staten            | Indiana Pacers         | Charleston Cougars         |
| 2     | 51   | Tremont Waters           | PG      | Verenigde Staten            | Boston Celtics         | LSU Tigers                 |
| 2     | 52   | Jalen McDaniels          | PF      | Verenigde Staten            | Charlotte Hornets      | San Diego State Aztecs     |
| 2     | 53   | Justin Wright-Foreman    | PG      | Verenigde Staten            | Utah Jazz              | Hofstra Pride              |
| 2     | 54   | Marial Shayok            | SG      | Canada                      | Philadelphia 76ers     | Iowa State Cyclones        |
| 2     | 55   | Kyle Guy                 | SG      | Verenigde Staten            | New York Knicks        | Virginia Cavaliers         |
| 2     | 56   | Jaylen Hands             | PG      | Verenigde Staten            | Los Angeles Clippers   | UCLA Bruins                |
| 2     | 57   | Jordan Bone              | PG      | Verenigde Staten            | New Orleans Pelicans   | Tennessee Volunteers       |
| 2     | 58   | Miye Oni                 | SG      | Verenigde Staten            | Golden State Warriors  | Yale Bulldogs              |
| 2     | 59   | Dewan Hernandez          | PF      | Verenigde Staten            | Toronto Raptors        | Miami Hurricanes           |
| 2     | 60   | Vanja Marinković         | SG      | Servië                      | Sacramento Kings       | KK Partizan                |

1947 · 1948 · 1949 · 1950 · 1951 · 1952 · 1953 · 1954 · 1955 · 1956 · 1957 · 1958 · 1959 · 1960 · 1961 · 1962 · 1963 · 1964 · 1965 · 1966 · 1967 · 1968 · 1969 · 1970 · 1971 · 1972 · 1973 · 1974 · 1975 · 1976 · 1977 · 1978 · 1979 · 1980 · 1981 · 1982 · 1983 · 1984 · 1985 · 1986 · 1987 · 1988 · 1989 · 1990 · 1991 · 1992 · 1993 · 1994 · 1995 · 1996 · 1997 · 1998 · 1999 · 2000 · 2001 · 2002 · 2003 · 2004 · 2005 · 2006 · 2007 · 2008 · 2009 · 2010 · 2011 · 2012 · 2013 · 2014 · 2015 · 2016 · 2017 · 2018 · 2019 · 2020 · 2021 · 2022 · 2023 · 2024